# 龙讷比
龙讷比（瑞典語：Ronneby）是一個位於瑞典布萊金厄省龙讷比市镇的城区，並且是该市镇的治所。於2010年龙讷比擁有人口12,029人。
龙讷比在瑞典是「瑞典花园」的中心地帶，而於2005年，龙讷比的布恩斯柏肯公園（Brunnsparken）獲選為全瑞典最美麗的公園，而於2006年，則獲選為全瑞典最美麗公園的第四位。龙讷比亦擁有一個建於12世紀的教堂。

## 歷史
龙讷比於1387年被授予城市地位。而龙讷比的名字拼写第一次记录於1300年代。於當時，龙讷比的名字拼写為「Rotnæby」，意即「位於咆哮的河流上的村落」。龙讷比獲得這樣的名稱全因其附近的急流。在中世纪期間，龙讷比是一個重要的贸易和航运城镇。
於1564年第一次北方戰爭期間，龙讷比發生了一场於瑞典军队和丹麦军队之間的战爭。瑞典君王埃里克十四世為了奪回龙讷比，便不惜圍攻龙讷比，殺死了很多居民並將城市徹底焚烧。埃里克在戰后指出，當時的情況「丹麥人的血染紅了河水」。但是實際上雙方都誇大了死亡人數。
隨著罗斯基勒条约於1658年簽定，丹麥割讓了南部布莱金厄省和一些其他省份予瑞典，並且於位於龙讷比東方的卡尔斯克鲁纳建立了一個海軍基地。因此，龙讷比於瑞典的地位大升，並獲得了一些特權。
於18世紀，龙讷比吸引了一些商家到此發展工業。除了發展工業，龙讷比亦開始發展龙讷比温泉，並宣傳温泉擁有治愈的功能。而於現代，温泉周邊的公園仍開放予公眾。首個龙讷比温泉建於1705每5月，而溫泉業的高峰期為19世紀。於1864年，龙讷比發生了一場火災。火災後，龙讷比進行了重建工程，並一直維持至今。於1882年，龙讷比終於獲得瑞典的城市地位。自從1971年，龙讷比納入龙讷比市镇。

## 纹章

龙讷比自1882年的紋章。在1882年前，纹章中間的波浪紋是一個「R」字。

龙讷比的早期纹章設計於1542年，並且其設計為有一個「R」字在一个星和一個新月之間。於1882年，龙讷比的纹章被修改，其「R」字被一個象徵龙讷比河的波浪紋取代。

## 姊妹城市
龙讷比的姊妹城市有：
- 美国约翰逊市
- 美国恩菲尔德

## 教育
- 布莱金厄理工学院（於2010年遷至卡尔斯克鲁纳）[10]

## 体育
以下為龙讷比的体育俱乐部：
- 龙讷比足球俱乐部[11]
- 腓特烈斯贝班迪球俱乐部是布莱金厄省的唯一一個班迪球俱乐部。[12][13]